# 日本デジタルコミュニケーションズ
日本デジタルコミュニケーションズ株式会社（にほんデジタルコミュニケーションズ）は、音楽、教養、文芸、スポーツ、映画、娯楽など各種オーディオ・ビジュアルソフト（CD、DVD等）の企画、制作、販売・Webデザイン・ISP事業を行う日本の企業。

## 展開している事業
- レコード・レーベル
  - Blreach
  - EGOIZ
  - club四伍六
  - MVD
- Webデザイン
- インターネットサービスプロバイダ
  - mac-internet

ほか